# Metal Gear Solid 3: Snake Eater
Metal Gear Solid 3: Snake Eater (яп. メタルギアソリッド3 スネーク・イーター Мэтару Гиа Сориддо Сури: Сунэ:ку И:та:, подзаголовок в переводе с англ. — «Пожиратель змей»; сокр. MGS3) — видеоигра в жанре стелс-экшен, разработанная внутренней студией Konani Computer Entertainment Japan (впоследствии Kojima Productions) под руководством режиссера и геймдизайнера Хидэо Кодзимы; пятая основная игра во франшизе Metal Gear. Издана в 2004 году компанией Konami на PlayStation 2. Является предысторией к первой Metal Gear. Сюжет впоследствии был продолжен ещё четырьмя играми: Metal Gear Solid: Portable Ops,Metal Gear Solid: Peace Walker, Metal Gear Solid V: Ground Zeroes и Metal Gear Solid V: The Phantom Pain.
Местом действия игры является Советский Союз времён Холодной войны. Главный герой — Нейкед Снейк (англ. Naked Snake), позднее известный как Биг Босс (англ. Big Boss), оперативник отряда FOX, которому было поручено освободить советского учёного и уничтожить экспериментальное супероружие. В отличие от предыдущих игр, где основным местом действия являлись преимущественно здания и сооружения, действие Snake Eater разворачивается в лесу. Хотя сеттинг и изменился, ключевым элементом игры по-прежнему является незаметное проникновение на вражескую территорию, также в игре снова встречается обращение героев непосредственно к игроку. Повествование истории игры Snake Eater ведётся через внутриигровые сцены и радиопереговоры.
Игра Metal Gear Solid 3: Snake Eater была положительно принята как игроками, так и критиками. Продажи составили около 3,96 миллиона копий по всему миру. На посвящённых играм сайтах Game Rankings и Metacritic игра была оценена в 91 %. Обозреватели хвалили игру за интересный игровой процесс, проработанных персонажей, сюжет и внутриигровое видео. Критике подверглись система обзора, названная рецензентами IGN и GameSpy устаревшей, и сложное управление главным героем.

## Игровой процесс
Геймплей игры Snake Eater аналогичен предыдущим играм Metal Gear Solid и Metal Gear Solid 2. Снейк, контролируемый игроком, должен незаметно пробираться через вражескую территорию. В распоряжении героя находится внушительный арсенал оружия (от пистолета до гранатомёта), однако основной упор в игре делается на скрытность и избежание столкновений с противником. В процессе выполнения миссии Снейк находит множество полезных предметов, среди которых датчики движения и «фирменная» картонная коробка, служащая Снейку укрытием.
Несмотря на сходства, в Snake Eater присутствует множество игровых аспектов, не встречавшихся в предыдущих играх. Сюда относятся военный камуфляж, новая система рукопашного боя под названием «close-quarters combat» (кратко «CQC»), ограниченная выносливость и система лечения ран.
Приблизительно две трети игрового времени игрок проводит в тропическом лесу, где ключом к успешному избеганию столкновений с противниками служит умелое использование окружающей растительности (так, например, игрок может взобраться на дерево или спрятаться от вражеского солдата в густой траве). Также особый акцент сделан на использовании камуфляжа. Радар, использовавшийся в предыдущих играх, был заменён простым датчиком движения и акустической системой, которые соответствуют временному периоду игры.

Снейк использует свой камуфляж, чтобы остаться незамеченным. В верхнем правом углу отражено значение незаметности

Процентное значение в углу экрана отражает, насколько Снейк заметен для врагов. Значения колеблются от низких (полная видимость и привлечение к себе внимания) до 100 % (полная невидимость для противника). Для увеличения показателя незаметности игрок должен периодически менять камуфляжную форму и боевую раскраску, чтобы слиться с окружением; например, игрок может надеть форму тёмного цвета, пока прислоняется к дереву, или применить полосатую раскраску лица во время нахождения в густой траве. Доступны также и другие предметы маскировки, среди которых выделяется маска крокодила, позволяющая оставаться незамеченным в воде.
В игре Snake Eater в дополнение к полосе жизни присутствует показатель травм, полученных Снейком. Например, при прыжке с большой высоты герой может повредить себе ногу, в результате чего его движение замедляется. Травма лечится медицинской шиной и бинтом. Если подобные травмы не вылечить, Снейк некоторое время не сможет полностью восстановить своё здоровье.
Чтобы выжить, герою придётся полагаться на местную флору и фауну. Выносливость Снейка с течением времени неизменно истощается, и поэтому он должен есть. Если этого не делать, будут иметь место неприятные последствия, например Снейк не сможет правильно целиться при стрельбе, или у него начнётся урчание в животе, которое может быть услышано противником. В качестве еды выступают звери и птицы. Полученную из них пищу можно хранить в рюкзаке. При этом герою может попасться испорченная еда, употребление которой приведёт к боли в животе и резкому снижению выносливости.
Система CQC (англ. Close Quarter Combat) представляет собой немного усложнённую боевую систему из предыдущих частей. Основными рукопашными приёмами Снейка вновь становятся серия из трёх ударов и броски. Кроме того, вражеского солдата можно захватить, а затем использовать в качестве «живого щита» или при необходимости допросить.

### Snake vs. Monkey
В Snake Eater присутствует дополнительный режим — это мини-игра, где игроку придётся отлавливать обезьянок, управляя Снейком. Для этого используются транквилизаторы и ослепляющие гранаты. Действие происходит в локациях из основной игры. За прохождение мини-игры игрок получает бонусы в виде маски обезьяны и камуфляжа Banana.

## Сюжет

### Персонажи
Главный герой игры — Нейкид Снейк, в последующих играх известный как Биг Босс (озвучен Акио Оцукой в японской версии и Дэвидом Хейтером в английской), бывший зелёный берет и оперативник ЦРУ. Во время миссии поддержку Снейку советами и подсказками оказывает Майор Зеро (озвучен Бандзё Гингой в японской версии игры, а в английской — Джимом Пиддоком), бывший член британского спецназа. Пара-Медик (озвучена Хоко Кувасимой и Хизер Холли), специалист в области медицины, и Сиджинт (озвучен Кэйдзи Фудзиварой и Джеймсом Матисом), эксперт по оружию, также оказывают герою поддержку относительно флоры и фауны, а также экипировки и вооружения.
Двумя главными антагонистами в игре являются полковник ГРУ Евгений Волгин (озвучен Кэндзи Уцуми и Нилом Россом), желающий свержения генерального секретаря ЦК КПСС Никиты Хрущёва, и Босс (озвучена Кикуко Иноуэ и Лори Алан), бывшая наставница Снейка. В подразделение «Кобра», которое возглавляет Босс, входят:
- Энд (англ. The End), искусный снайпер, считающийся «отцом современной снайперской стрельбы»[22]. Появление персонажа удостоилось 15-го места в списке «Топ-100 игровых моментов» по версии ресурса IGN[23].
- Фир (англ. The Fear), обладающий сверхчеловеческой гибкостью и ловкостью.
- Фьюри (англ. The Fury), бывший космонавт, вооружённый огнемётом и джетпаком[17].
- Пэйн (англ. The Pain), контролирующий шершней, используемых им для самозащиты и атаки противника[17].
- Сорроу (англ. The Sorrow), душа умершего медиума[24].

К остальным персонажам относятся:
- Николай Соколов (озвучен Наоки Тацутой и Брайаном Каммингсом), советский учёный в области ядерного оружия. Его освобождение является целью Снейка.
- Ева (озвучена Мисой Ватанабэ и Сузеттой Минет), агент КГБ, посланная помочь Снейку, который впоследствии влюбляется в неё.
- Оцелот (озвучен Такуми Ямадзаки и Джошем Китоном), командир элитного отряда ГРУ «Оцелот»[25], подчинённый Волгина.

В сюжете встречаются и юмористические отсылки к ранним играм. Например, внешность майора Райкова является пародией на подвергшийся критике женоподобный внешний вид протагониста игры Metal Gear Solid 2: Sons of Liberty Райдена, а среди охранников тюрьмы встречается дед неумелого солдата Джонни Сасаки из предыдущих игр.

### История
Действие игры разворачивается в августе 1964 года. В скандал вокруг постройки Советским Союзом гигантского танка «Шагоход», способного стрелять ядерными ракетами с любой местности, помимо США втянуты ещё несколько держав. Задача главного героя, получившего кодовое имя Нейкед Снейк, — восстановить баланс сил и предотвратить эскалацию конфликта, грозящего перерасти в Третью мировую войну. Главный герой отправляется на территорию Целиноярска, где содержится советский учёный Соколов.

#### Миссия «Добродетель»
Агент ЦРУ Нейкед Снейк послан в леса Целиноярска в СССР. По радио Снейку оказывают поддержку Майор Зеро, Пара-Медик и бывшая наставница Снейка — Босс. Его задача — захватить учёного-ядерщика Соколова, который тайно занимается разработкой продвинутого ядерного танка «Шагоход». Снейк успешно справляется с заданием, однако Босс предаёт его и переходит на сторону полковника Волгина, взяв с собой две ядерные боеголовки типа Davy Crockett. Соколова берут в плен члены отряда «Кобра», Снейк получает тяжёлую рану в схватке с Босс, а Волгин со своими подразделениями уходит. Чтобы скрыть похищение учёного, полковник приводит в действие одну из ядерных боеголовок. В ответ на предостережения Оцелота он говорит, что в случае необходимости обвинит в случившемся Босс.

#### Операция «Пожиратель змей»
Советская сторона засекает военный самолёт США, прилетевший эвакуировать Снейка, и Советский Союз официально заявляет, что именно Соединённые Штаты ответственны за ядерную атаку. Две нации оказываются на грани ядерной войны. На тайных переговорах между Линдоном Джонсоном и Никитой Хрущёвым заключается соглашение о попытке США доказать свою непричастность и восстановить мир. Штаты соглашаются остановить предательскую группу Волгина, уничтожить похищенный «Шагоход» и устранить Босс, предавшую американскую сторону.
Спустя неделю после завершения предыдущего задания Снейка снова посылают на советскую территорию в рамках операции «Пожиратель змей», где ему предстоит выполнить обещания США перед советской стороной. Во время этой миссии он получает поддержку от бывшего агента АНБ Евы, которая несколькими годами ранее бежала в Советский Союз (хотя Снейку сообщили, что ему будет помогать Адам). После многочисленных столкновений с отрядом «Оцелот» и уничтожения почти всех членов отряда «Кобра» Снейк успешно обнаруживает местонахождение Соколова и похищенного «Шагохода», но его берут в плен и помещают в военную крепость Волгина «Грозный Град». Став свидетелем того, как Волгин до смерти избил Соколова, Снейк спасает Еву от пули Оцелота, но теряет глаз. В конце концов Снейку удаётся сбежать.
Вернувшись в здание, чтобы уничтожить «Шагоход», Снейк узнаёт о группировке «Философов». Созданная наиболее влиятельными людьми из США, СССР и Китая, эта организация тайно держала под контролем весь мир. Однако после окончания Второй мировой войны члены организации начали воевать друг против друга, и организация распалась. Денежные средства организации («Наследие»), совместно накопленные для финансирования войн (около 100 млрд долларов), были поделены и спрятаны в банках по всему миру. Волгин незаконно присвоил себе эти деньги, а правительство США, как становится известно Снейку, собирается их вернуть.
Снейк продолжает выполнение миссии и уничтожает крепость и «Шагоход», а затем сталкивается с Волгиным. Полковник погибает от удара молнии, а Снейк и Ева отправляются к озеру, где спрятан экранолёт 14М1П. Но до того, как им удаётся сбежать на нём, Снейк вступает в бой с Босс, которую он согласно миссии должен убить. После напряжённого боя Снейк преодолевает свои чувства и убивает её. Вместе с Евой Снейк бежит на Аляску, они вместе проводят ночь. Затем Ева исчезает, оставив магнитофонную запись с признанием в том, что она — китайский шпион, посланная, чтобы украсть «Наследие Философов» для Китая. Ева также сообщает, что на самом деле Босс не переходила на сторону Советского Союза — ей приказали притвориться перебежчицей, чтобы внедриться в окружение Волгина и узнать о местонахождении «Наследия», которое Америка собиралась заполучить. Выполняя свою миссию, она должна была пожертвовать своим добрым именем, до конца притворяясь предателем, и погибнуть от рук Снейка, чтобы доказать непричастность США к устроенной Волгиным ядерной атаке. По словам Евы, правду об этой операции не узнает никто. Босс войдет в историю, как предатель и чудовище, пытавшееся развязать ядерную войну.
После окончания всех объяснений Снейк приходит в Белый Дом, где получает титул «Биг Босс» и награждается Крестом «За выдающиеся заслуги» в присутствии восторженной толпы. Снейк, деморализованный и потрясённый рассказом Евы, берёт свою медаль и сразу покидает церемонию, окинув всех присутствующих презрительным взглядом. Позднее он посещает безымянную могилу, где лежит Босс, на Арлингтонском национальном кладбище. Он кладёт на эту могилу автомат Босс и букет лилий, затем отдает честь. Биг Босс роняет одну единственную слезу.
После финальных титров слышен голос Оцелота, разговаривающего с руководителем ЦРУ по телефону. Оцелот сообщает, что украденный Евой микрофильм был подделкой, и что половина Наследия «Философов» сейчас в руках американцев. Выясняется, что Оцелот с самого начала был тройным агентом. Он говорит, что является тем самым Адамом, работающим на ЦРУ.

## Разработка

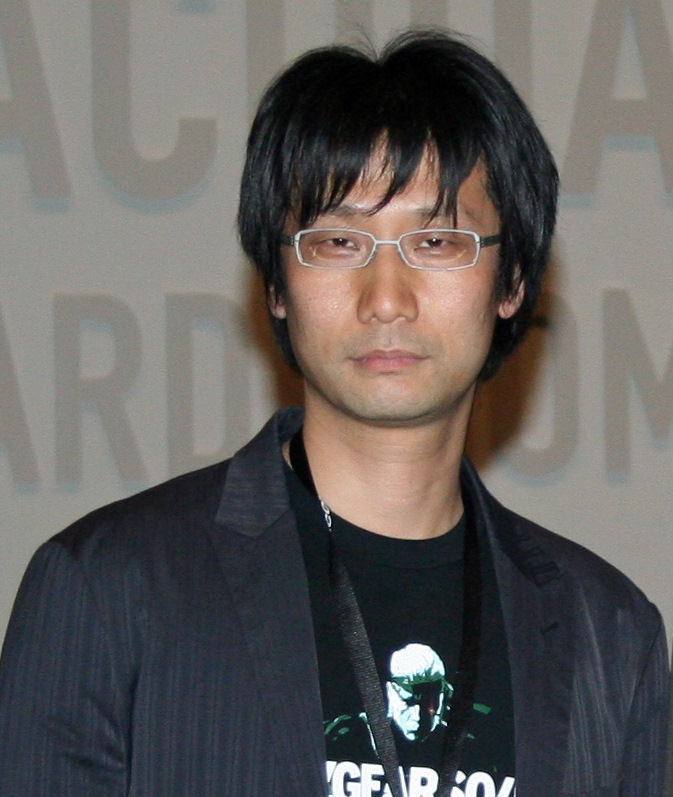
Хидэо Кодзима — создатель игровой серии Metal Gear

Изначально предполагалось, что игра будет разрабатываться для консоли PlayStation 3, однако в связи с нескорым выходом новой приставки целевой платформой была выбрана PlayStation 2. С самого начала руководитель проекта Хидэо Кодзима хотел коренным образом изменить сеттинг из предыдущих игр. Он отмечал, что создания сеттинга джунглей хотели не только разработчики, но и поклонники серии Metal Gear. В то же время он признавал, что окружающая среда джунглей — погода, ландшафт и живность — трудна в создании. Поскольку в предыдущих частях игрок начинал игру рядом с вражеской базой (а иногда уже и в ней), Кодзима на этот раз решил сделать Snake Eater более реалистичной, определив место начала миссии за несколько миль от цивилизации, чтобы Снейку самостоятельно пришлось искать путь к вражескому лагерю.
Кодзима говорил, что разработчикам было очень нелегко создавать окружающую среду. Он объяснял, что причиной, по которой действие предыдущих игр серии разворачивалось в помещениях, была недостаточная мощность существующих консолей, которые не могли достоверно воспроизвести окружающую среду леса, ведь в отличие от зданий в джунглях нет плоских поверхностей. Главный герой Snake Eater должен преодолевать препятствия по скалам, грязевым насыпям и деревьям. Как следствие, движок из предыдущих игр для этой игры не подошёл, и был разработан новый. Одной из сложностей при разработке была настройка технологии захвата движения, позволяющая создать точность движения по неровным поверхностям.
Многие фанаты хотели, чтобы в игре Snake Eater была реализована поддержка 3D-камеры, однако окончательно игра была создана без таковой. Кодзима, рассматривавший игры Metal Gear Solid, Sons of Liberty и Snake Eater как одну трилогию, хотел, чтобы в третьей части камера оставалась такой же, как и в первых двух играх. При этом он всё же признал, что во многих современных компьютерных играх 3D-камера поддерживается. Режим был реализован в усовершенствованной версии игры под названием Metal Gear Solid 3: Subsistence, а также во всех последующих играх серии.
Для Snake Eater Кодзимой были разработаны схватки с боссами, коренным образом отличающиеся от тех, что имели место в предыдущих играх. Кодзима говорил, что в бою со снайпером Эндом геймплей будет свободным и открытым. Этот бой разворачивается в густых джунглях, и игроку придётся потрудиться, чтобы обнаружить снайпера, атакующего с больших дистанций и с неизвестной позиции. Схватка может затянуться на несколько часов, в других же боях враги видны главному герою постоянно. Однако у игрока есть два способа избежать боя с Эндом: либо убив его заранее, либо во время боя сохраниться и закрыть игру, установить время консоли на месяц вперёд, снова войти в игру и обнаружить, что Энд умер от старости. Кодзима прокомментировал, что подобной особенности в других играх нет.

## История выпуска
Как и в случае с Metal Gear Solid 2: Sons of Liberty, игра Snake Eater была впервые выпущена в Северной Америке; японский релиз состоялся спустя месяц. Для японской версии игры были доступны варианты камуфляжа, не вошедшие в американскую версию. Ограниченное премиум-издание игры вышло в Японии одновременно с обычной версией. Оно поставлялось вместе со специальным DVD-диском, двумя буклетами и моделью Шагохода. Тем, кто осуществил предварительный заказ игры, вместе с ней поставлялись CD-диск с песнями из игры, скринсейвер и дополнительные варианты камуфляжа. Также пользователям, заранее заказавшим игру, предоставлялся доступ к сайту с возможностью скачивания изображений и музыки.
В европейскую версию игры компания Konami включила несколько дополнительных деталей: уровень сложности «European Extreme», театр для просмотра игрового видео, режим «Duel Mode», где игроки могли переиграть бои с боссами, а также дополнительные раскраски для лица в виде европейских флагов и два новых уровня для режима Snake vs. Monkey.

### Subsistence
Metal Gear Solid 3: Subsistence — переиздание игры Metal Gear Solid 3. Эта версия была выпущена в Японии 22 декабря 2005 года, а позднее вышла в Северной Америке (14 марта 2006 года), в Европе (6 октября 2006 года) и в Австралии (13 октября 2006 года). В переиздании камера стала свободной, появились новые камуфляжи, а также забавные видео про Райдена. Бонусы вынесены на 2 отдельных диска, таким образом, игра вышла на трёх DVD. Также игру дополнили многопользовательским режимом. Присутствуют и старые игры серии, такие как Metal Gear и Metal Gear 2: Solid Snake.
Компонент многопользовательского режима игры, названный Metal Gear Online, включает в себя пять игровых режимов, в каждом могут участвовать до восьми игроков. Каждый игрок управляет простым солдатом и сражается с соперниками в режиме Deathmatch или Захват флага. Локации, предметы, пути передвижения и боевые единицы (солдаты КГБ, ГРУ и члены отряда «Оцелот») заимствованы из основной игры. В зависимости от настроек сервера игрок, набравший наибольшее количество очков, сможет сыграть за одного из главных персонажей (либо за Рэйко Хиномото из игры Rumble Roses), что даст ему уникальные способности и/или экипировку. Например, если игрок из команды ГРУ наберёт наибольшее число очков в одном раунде, то в следующем раунде он может сыграть за лидера ГРУ майора Райкова. Японский онлайн-сервис от компании Konami, поддерживавший данный режим, был закрыт 26 декабря 2006 года, в Северной Америке аналогичный сервис закрыли 2 апреля 2007 года, а в Европе — 30 октября 2007 года. В настоящее время существует онлайн-сообщество под названием Save MGO, занимающееся восстановлением Metal Gear Online.
Помимо наличия старых игр и онлайн-режима, игра Subsistence претерпела множество незначительных изменений по сравнению с международными версиями. Сюда относятся: доступный для скачивания дополнительный камуфляж и раскраска, уровни для режима Snake vs. Monkey, ранее вошедшие только в эксклюзивную европейскую версию игры, уровень сложности «European Extreme», пародийные видеоролики и трейлеры с официального веб-сайта, а также подключение к игре Metal Gear Acid 2. В японской версии Subsistence также можно обнаружить адрес сайта, где есть возможность скачать программу-часы «OtaClock», в которой фигурирует персонаж Отакон. В настоящее время сайт открыт для публичного доступа.
В ограниченное издание игры Subsistence был включён полнометражный фильм под названием Existence, смонтированный из игрового видео. Его длительность составила 3,5 часа, в него также вошли некоторые дополнительные сцены, был улучшен звук. В Северной Америке ограниченное издание поставлялось только покупателям, предварительно заказавшим игру до её официального выхода. А в Европе это издание, состоящее из 3-х дисков, сразу вышло в регулярные продажи, что было связано с длительной задержкой релиза игры.
Бонусный документальный фильм под названием Metal Gear Saga Vol. 1 поставлялся в комплекте предварительного заказа игры Subsistence в Северной Америке, а также вместе с Platinum-изданием игры Snake Eater, вышедшим в Германии 23 марта 2006 года. 30-минутный фильм состоит из пяти частей и рассказывает обо всей серии Metal Gear, попутно ведётся интервью с Хидэо Кодзимой. В фильме также показаны трейлеры последних игр серии.

### Metal Gear Solid: Snake Eater 3D
На выставке Electronic Entertainment Expo, прошедшей в 2010 году, компания Konami показала демонстрационный ролик под названием Metal Gear Solid 3D: Snake Eater — The Naked Sample. Название «The Naked Sample» означало, что это просто программный образец для системы Nintendo 3DS, не предвещавший выхода игры. Хидэо Кодзима сообщил, что если будет начата разработка игры Metal Gear для 3DS, то в неё войдут некоторые элементы из игры Metal Gear Solid: Peace Walker, например, поддержка совместной игры. Позднее Konami анонсировала выход игры Metal Gear для консоли 3DS, которая была впервые показана на Nintendo World 2011 под названием Metal Gear Solid: Snake Eater 3D. Konami назвала датой официального выхода игры в Японии и Европе 8 марта 2012 года. В Северной Америке игра вышла 21 февраля 2012 года.
В игру не вошел кооператив, при этом была убрана статичная камера, как в предыдущих частях. Также было сокращено количество переносимой с собой еды и изменены некоторые материалы. Появилась возможность использовать фото-камуфляжи — костюмы, рисунок на которых выбирался из памяти консоли. Данная особенность позволила иметь 100 % скрытность.

### HD Collection
Konami выпустила игру Metal Gear Solid 3: Subsistence для платформ PlayStation 3 и Xbox 360 в конце 2011 года и в начале 2012 года соответственно. Игра была в составе сборника HD Collection, куда также вошли Metal Gear Solid 2: Substance и Metal Gear Solid: Peace Walker.
21 июля 2011 года на сайте Игромания была опубликована новость о будущем выпуске сборника HD Collection в России; дистрибьютором была названа компания Софт Клаб. 28 октября 2011 года на сайте «Софт Клаб» информация была подтверждена, датой выхода сборника в изданиях для консолей PlayStation 3 и Xbox 360 было названо 2 февраля 2012 года, однако в продажу сборник поступил 8 февраля. 2 июля 2012 года сборник был выпущен для консоли PS Vita.

### Другие переиздания
Издание серии Metal Gear под названием The 20th Anniversary Edition, выпущенное в Японии, включает в себя один диск с игрой Subsistence и второй диск с играми Metal Gear и Metal Gear 2 для MSX2. Все дополнительные режимы из оригинальной Subsistence («Snake vs. Monkey», «Metal Gear Online» и т. д.) сюда не вошли. Версия игры Metal Gear Solid 3: Subsistence, включённая в состав американского бокс-сета Essential Collection, утратила игры MSX2.

## Музыка
Музыка к игре Snake Eater была создана Норихико Хибино и Гарри Грегсон-Уильямсом, который создавал мелодии как для видеороликов, так и для самой игры. Хибино написал открывающую песню под названием «Snake Eater», которая звучит в исполнении Синтии Харрел. Композитор Рика Муранака создала песню «Don’t Be Afraid», которая звучит в конце игры в исполнении Элизы Фиорилло.
Вопреки устоявшимся традициям одна из закрывающих тем, а именно «Way To Fall», была создана не командой разработчиков — это песня рок-группы Starsailor. Позднее Хидэо Кодзима в своём блоге пояснил, что первоначально он хотел включить в игру песни «Space Oddity» и «Ashes to Ashes», однако во время разработки игры тема освоения космоса, ранее планировавшаяся как одна из основных, утратила свою актуальность. Один из его коллег посоветовал ему прослушать группу Stellastarr*, а Кодзима вместо этого прослушал «Starsailor». Ему понравилась песня «Way To Fall», которая и вошла в игру как закрывающая композиция.
Оригинальный саундтрек под названием Metal Gear Solid 3: Snake Eater Original Soundtrack вышел в свет 17 декабря 2004 года в Японии (каталоговый номер KOLA-089/090). Саундтрек состоит из двух дисков и включает в себя музыку различных исполнителей и композиторов.
| №                   | Название                                   | Автор(ы)                       | Длительность |
| ------------------- | ------------------------------------------ | ------------------------------ | ------------ |
| 1.                  | «Snake Eater» (Синтия Хорелл)              | Норихико Хибино, Синтия Хорелл | 2:58         |
| 2.                  | «METAL GEAR SOLID, Главная тема»           | Гарри Грегсон-Уильямс          | 6:32         |
| 3.                  | «CQC»                                      | Гарри Грегсон-Уильямс          | 2:28         |
| 4.                  | «Virtuous Mission»                         | Гарри Грегсон-Уильямс          | 6:08         |
| 5.                  | «On The Ground ~ Battle In The Jungle»     | Норихико Хибино                | 3:54         |
| 6.                  | «KGBVSGRU»                                 | Гарри Грегсон-Уильямс          | 3:48         |
| 7.                  | «Shagohod»                                 | Гарри Грегсон-Уильямс          | 3:47         |
| 8.                  | «Operation Snake Eater»                    | Норихико Хибино                | 1:14         |
| 9.                  | «Mission Briefing»                         | Гарри Грегсон-Уильямс          | 3:10         |
| 10.                 | «Across The Border ~ Snake Meets The Boss» | Гарри Грегсон-Уильямс          | 3:11         |
| 11.                 | «Eva's Unveiling»                          | Нобуко Тода, Норихико Хибино   | 1:50         |
| 12.                 | «Ocelot Youth ~ Confrontation»             | Гарри Грегсон-Уильямс          | 3:12         |
| 13.                 | «The Cobras In The Jungle»                 | Гарри Грегсон-Уильямс          | 3:26         |
| 14.                 | «The Pain»                                 | Норихико Хибино                | 1:50         |
| 15.                 | «The Fear»                                 | Норихико Хибино                | 2:12         |
| 16.                 | «Fortress Sneaking»                        | Гарри Грегсон-Уильямс          | 2:13         |
| 17.                 | «Underground Tunnel»                       | Гарри Грегсон-Уильямс          | 2:53         |
| 18.                 | «The Fury»                                 | Норихико Хибино                | 2:25         |
| 19.                 | «Surfing Guitar»                           | 66 Boys                        | 3:07         |
| 20.                 | «Sailor»                                   | Starry.K                       | 3:32         |
| 21.                 | «Salty Catfish»                            | 66 Boys                        | 3:27         |
| 22.                 | «Old Metal Gear»                           | Starry.K                       | 4:29         |
| Общая длительность: | Общая длительность:                        | Общая длительность:            | 71:45        |

| №                   | Название                             | Автор(ы)                            | Длительность |
| ------------------- | ------------------------------------ | ----------------------------------- | ------------ |
| 1.                  | «Battle In The Base»                 | Норихико Хибино                     | 4:18         |
| 2.                  | «Volgin, The Torturer»               | Гарри Грегсон-Уильямс               | 2:18         |
| 3.                  | «The Sorrow ~ Everlasting Fight»     | Гарри Грегсон-Уильямс, Сюити Кобори | 3:51         |
| 4.                  | «Clash With Evil Personified»        | Норихико Хибино                     | 1:52         |
| 5.                  | «Sidecar - Escape From The Fortress» | Гарри Грегсон-Уильямс               | 2:07         |
| 6.                  | «Sidecar - On The Rail Bridge»       | Гарри Грегсон-Уильямс               | 2:20         |
| 7.                  | «Takin' On The Shagohod»             | Норихико Хибино                     | 2:03         |
| 8.                  | «Escape Through The Woods»           | Норихико Хибино                     | 3:37         |
| 9.                  | «Troops In Gathering»                | Гарри Грегсон-Уильямс               | 1:56         |
| 10.                 | «Life's End»                         | Гарри Грегсон-Уильямс               | 1:48         |
| 11.                 | «Last Showdown»                      | Норихико Хибино                     | 3:12         |
| 12.                 | «The Return Of The MiGs»             | Норихико Хибино                     | 1:51         |
| 13.                 | «Don't Be Afraid» (Элиза Фиорилло)   | Рика Муранака, Элиза Фиорилло       | 5:42         |
| 14.                 | «Eva's Reminiscence»                 | Норихико Хибино                     | 4:53         |
| 15.                 | «Debriefing»                         | Гарри Грегсон-Уильямс               | 7:21         |
| 16.                 | «Way To Fall»                        | Starsailor                          | 4:31         |
| 17.                 | «Rock Me Baby»                       | 66 Boys                             | 2:29         |
| 18.                 | «Pillow Talk»                        | Starry.K                            | 5:19         |
| 19.                 | «Jumpin' Johnny»                     | Чак Распберри                       | 3:28         |
| 20.                 | «Sea Breeze»                         | Сергей Мантис                       | 3:43         |
| 21.                 | «Snake vs Monkey»                    | Кобо                                | 1:34         |
| Общая длительность: | Общая длительность:                  | Общая длительность:                 | 70:12        |

## Отношение прессы
Игра Snake Eater имела коммерческий успех, по всему миру было продано около 3,96 миллиона копий. Хотя этот показатель оказался значительно ниже, чем у игры Metal Gear Solid 2: Sons of Liberty, продажи которой на тот же момент составили около 7 миллионов копий, критики остались довольны новым главным героем Нейкедом Снейком, который сильно напоминал Солида Снейка; ранее поклонники были разочарованы появлением Райдена в MGS2. Некоторые поклонники и критики, считавшие чересчур длинные диалоги и множественные сюжетные перипетии в Sons of Liberty ущербными для игрового процесса, посчитали сюжет игры Snake Eater прекрасным наследием из Metal Gear Solid без излишней «философской болтовни».

### Отзывы и критика
| Сводный рейтинг       | Сводный рейтинг                                          |
| Агрегатор             | Оценка                                                   |
| --------------------- | -------------------------------------------------------- |
| GameRankings          | 91,77 %                                                  |
| Metacritic            | 91 %                                                     |
| Иноязычные издания    |                                                          |
| Издание               | Оценка                                                   |
| Edge                  | 8/10                                                     |
| GamePro               | 4,5/5                                                    |
| GameSpot              | 8,7/10                                                   |
| GameSpy               | 4,5/5                                                    |
| GameTrailers          | 9,0/10                                                   |
| IGN                   | 9,6/10                                                   |
| X-Play                | 4/5                                                      |
| Русскоязычные издания |                                                          |
| Издание               | Оценка                                                   |
| «Страна игр»          | 10/10                                                    |
| XS Magazine           | [ 101 ]                                                  |
| Награды               |                                                          |
| Издание               | Награда                                                  |
| IGN                   | «Best Story», «Best Use of Sound»                        |
| GameSpot              | «Best Story», «Best Sound Effects», «Best New Character» |

Игра Metal Gear Solid 3: Snake Eater была благоприятно оценена прессой и получила высокие оценки от наиболее известных игровых критиков. По данным Game Rankings, средний балл игры в мировой прессе составил 91,8 %, всего было сделано 92 обзора. На сайте Metacritic средний оценочный балл игры составил 91 из 100 на основе 68 обзоров. Сайт IGN оценил игру в 9.6/10, а британский игровой журнал Edge поставил игре оценку 8/10. По словам критика IGN Эда Левиса, «после первого прохождения игры возникает большое желание начать играть заново и продолжить веселиться». Рецензент обратил внимание на «прекрасный графический стиль» игры и «эмоциональные» видеоролики. В качестве недостатка им была указана «устаревшая» система обзора, которая «за последние шесть лет не претерпела изменений». Несмотря на это, согласно заключению обозревателя, Snake Eater — «лучшая игра в серии Metal Gear Solid, которая по максимуму использует возможности консоли PS2».
На GameSpot, где игра получила 8.7/10, отмечалось, что игра «очень кинематографична и является успешным достижением, о котором поклонники будут помнить даже тогда, когда более поздние игры уже забудутся». По мнению критика, игровой процесс, несмотря на смену сеттинга, в целом не изменился. Обозреватель особо отметил игровой юмор, который «понравится преданным фанатам и при этом не отвлечёт игрока от основного сюжета», а также счёл забавным то, что в игре можно поедать растения и живность. Вместе с тем он сравнил Еву с «девушкой Бонда». Были обозначены сильные стороны, к которым рецензент отнёс сюжетную линию, «запоминающихся» персонажей, «феноменальную» графику, звуковое оформление и открытый геймплей; в качестве слабых сторон были указаны «слишком длинные» экспозиции и «нескладное» управление, «к которому придётся привыкнуть».
Обозреватель сайта GameSpy Бенджамин Тёрнер положительно отозвался об игре, назвав её «вероятно, лучшей игрой во всей серии Metal Gear на текущий момент». Одновременно с этим была раскритикована необходимость постоянного переключения вида от третьего лица к виду от первого. На сайте Eurogamer игру назвали «неизменно лучшей игрой по сравнению с MGS2: Sons of Liberty». Обозреватель сказал, что благодаря режиссёрскому таланту Кодзимы было создано впечатляющее и запоминающееся приключение, наполненное яркими персонажами. В сравнении с предыдущими играми Metal Gear Solid геймплей смотрится совершенно по-новому и может быть довольно разнообразен. По аналогии с GameSpot было отмечено сходство персонажей игры с героями фильмов о Джеймсе Бонде. Недостатком рецензент назвал «неудачную» игровую механику.
Российский журнал «Страна игр» поставил Metal Gear Solid 3: Snake Eater 10 баллов и назвал лучшей игрой 2005 года. Рецензентом журнала Виталием Алексашиным была особо отмечена стилизация, благодаря которой создаётся «неповторимая вязкая атмосфера». В обзоре сайта Old-Games.RU в качестве сильных сторон были обозначены созданные на движке игры видеовставки и озвучивание, не уступающее визуальному ряду. В заключении отмечалось, что «MGS3 — одна из самых красивых игр на PS2».
Относительно системы камуфляжа в игре мнения критиков разошлись. Журнал Edge высказал мнение, что «благодаря подобной системе можно с лёгкостью остаться незамеченным противниками, даже подойдя к ним слишком близко», в то время как GameSpy раскритиковал данную систему, сказав, что «это всего лишь цифра на экране, которая никому не интересна». Среди целого ряда новых свойств GameSpot назвал камуфляж «наиболее важным и прекрасно реализованным». Игра подверглась критике за низкую частоту кадров, равную 30 кадрам в секунду (в Sons of Liberty это значение было 60 кадров в секунду).
Игровые видеоролики в Snake Eater были названы журналом Edge «интересными, запоминающимися и прекрасно снятыми». При этом в нём же были раскритикованы сценарий игры и озвучивание Снейка Дэвидом Хейтером; согласно заключению журнала, речь актёра «не дотягивает даже до стандартов других игр, не говоря уже о кино». На GameSpot отметили, что юмор в игре «пострадал из-за перевода с японского языка и может приглянуться только преданным поклонникам игры».

#### О Subsistence
| Сводный рейтинг | Сводный рейтинг |
| Агрегатор       | Оценка          |
| --------------- | --------------- |
| GameRankings    | 92,97 %         |

Версия Subsistence заслужила значительно больше одобрительных отзывов, нежели оригинальная Snake Eater; оценка на Metacritic составила 94 %. Обозреватели отметили, что использование в игре 3D-камеры «устранило единственную и главную проблему» и придало игровому процессу «больше свободы и реалистичности». Многопользовательский режим был признан «впечатляющим для PS2-игры», хотя одновременно с этим отмечалось, что «отличительные черты сеттинга MGS3 не полностью подходят для онлайн-игр». В декабре 2006 года Subsistence получила награду «Лучшая онлайн-игра» от IGN. Продажи этого издания игры составили около 1 000 000 копий по всему миру.
Обозреватель IGN Джефф Хейнс положительно отозвался о включении в игру режима «Демо-театр», благодаря которому игрок может не только просматривать кат-сцены из игры, но и менять костюм Снейку при каждом новом просмотре. Также им были благоприятно отмечены новые варианты маскировки. Рецензент подытожил, что даже игроки, не преуспевшие в оригинальной Snake Eater, не ошибутся с выбором Subsistence. Оценка игры составила 9.8/10.
В обзоре «Страны игр» говорилось, что благодаря большому количеству бонусов и дополнений Subsistence вполне может считаться самостоятельной игрой. Обозреватель похвалил введение в игру свободной камеры, упрощающей возможность обзора и делающей бои с боссами «более зрелищными и увлекательными». Критике подверглись сетевой режим игры и ошибки в русскоязычных словосочетаниях, которые в Subsistence так и не были исправлены.

#### О Snake Eater 3D
| Сводный рейтинг | Сводный рейтинг |
| Агрегатор       | Оценка          |
| --------------- | --------------- |
| GameRankings    | 77,74 %         |

Оценка игры Snake Eater 3D на Metacritic составила 78 %, всего было сделано 46 обзоров. На сайте GameRankings на основании 34 рецензий игра получила общий балл 77,74 %. Критиком Ричардом Джорджем из IGN было отмечено, что портированная версия оригинальной игры не лишена недостатков из-за технических ограничений портативной консоли. По словам обозревателя, камера, несмотря на полную управляемость, всё же мешает процессу игры. Несмотря на замечания, рецензент посчитал данную версию «замечательной» консольной игрой, достойной внимания. Оценка составила 8,5/10.
На сайте GameSpot игра была оценена в 8,0/10. Питер Браун заявил, что игра Snake Eater 3D в точности воссоздаёт оригинал и помимо этого содержит множество улучшений. К достоинствам были отнесены удобное управление, наличие 3D-камеры и кинематографичность; к недостаткам — периодически возникающие проблемы с частотой кадров, а также преобладание внутриигровых сцен в первой половине игры.

### Награды
С момента выпуска в 2004 году игра получила множество наград. Среди наиболее заметных выделяются «Лучшая экшн-игра», «Лучший сценарий», «Лучший звук для PS2», данные сайтом IGN, а также «Лучшая игра 2004 года», «Лучший сюжет», «Лучшие звуковые эффекты» от Gamespot.
На конференции разработчиков игр, прошедшей в августе 2005 года, музыкальная тема игры была удостоена награды «Best Original Vocal Song — Pop» от Game Audio Network Guild. В том же году игра получила приз «Best PS2 Game». Дэвид Хейтер был номинирован на премию Academy of Interactive Arts and Sciences за «выдающиеся успехи в озвучивании персонажа».